# Sun Xing
Sun Xing (n. 16 de octubre de 1963 en Guangzhou, China), es un actor y cantante mandopop hongkonés. Saltó a la fama en la década de los años 1990, tras interpretar su personaje como Wuxia, en varias serie de dramas de televisión en Taiwán. Más adelante trabajó en la mayoría de comedias.

## Biografía
Sun Xing nació en Guangzhou, Guangdong, China, de padre chino de ascendencia malaya y madre china. Creció en Beijing y emigró a Hong Kong con sus padres cuando era adolescente. Comenzó su carrera como actor en Hong Kong y luego se trasladó a Taiwán en la década de los años 1990, allí saltó a la fama tras participar como actor en varias series de televisión.

## Selecciones de Filmografías

### Películas
| Año  | Título                                                        | Personaje | Notas |
| ---- | ------------------------------------------------------------- | --------- | ----- |
| 1988 | Devil's Curse (猛鬼咒)                                        |           |       |
| 1990 | Chicken a La Queen (快樂的小雞)                               |           |       |
| 1990 | The Dragon From Russia (紅場飛龍)                             |           |       |
| 1991 | Lover at Large (難得有情郎)                                   |           |       |
| 1992 | Laser Drama: Action in Space (航天行動)                       |           |       |
| 1993 | Her Judgement Day (剃刀情人)                                  |           |       |
| 1994 | Urban Cop (特警神龍)                                          |           |       |
| 1994 | The Lovers (梁祝)                                             |           |       |
| 1996 | Hong Kong Show Girl (癲馬女郎之一夜情)                        |           |       |
| 1998 | My Wife, My Boss (我给老婆打工)                               |           |       |
| 2003 | Double Dating (非常浪漫)                                      |           |       |
| 2009 | The Founding of a Republic (建國大業)                         | Du Yuming |       |
| 2010 | The Swordsman Dream (嘻遊記)                                  |           |       |
| 2010 | Don Quixote (唐吉可德)                                        |           |       |
| 2010 | Love Tactics (爱情36计)                                       |           |       |
| 2010 | Super Player (大玩家)                                         |           |       |
| 2010 | The Kidnap (绑架冰激凌)                                       |           |       |
| 2012 | Truth or Dare (真心话大冒险)                                  |           |       |
| 2012 | Dark Wedding (诡婚)                                           |           |       |
| 2012 | The Death of the Jade (聚客镇)                                |           |       |
| 2012 | Three Miracle Heroes - Miracles of Cards (奇迹三雄之扑克游戏) |           |       |
| 2012 | Chrysanthemum to the Beast (给野兽献花)                       |           |       |
| 2013 | The King of Comedy (喜剧王)                                   |           |       |
| 2013 | Lover Run (粉红女郎)                                          |           |       |
| 2013 | The Twins' Code (学生密码)                                    |           |       |
| 2013 | Love You For Loving Me (我爱的是你爱我)                       |           |       |

### Televisión
| Año  | Título                                             | Personaje      | Notas     |
| ---- | -------------------------------------------------- | -------------- | --------- |
| 1987 | Genghis Khan (成吉思汗)                            | Jamukha        |           |
| 1987 | Hong Kong Love (香港情)                            |                |           |
| 1987 | Gambler (賭徒)                                     |                |           |
| 1994 | The Heaven Sword and Dragon Saber (倚天屠龍記)     | Yang Xiao      |           |
| 1994 | The Seven Heroes and Five Gallants (七俠五義)      | Bai Yutang     |           |
| 1998 | The Return of the Condor Heroes (神鵰俠侶)         | Guo Jing       |           |
| 2000 | State of Divinity (笑傲江湖)                       | Tian Boguang   |           |
| 2000 | Sunny Piggy (春光燦爛豬八戒)                       | Taibai Jinxing |           |
| 2002 | Wind and Cloud (風雲)                              | Nameless       |           |
| 2003 | Flying Daggers (飛刀又見飛刀)                      | Xue Qingbi     |           |
| 2004 | Hi! Honey (嗨！親爱的)                             |                |           |
| 2004 | Amor de Tarapaca (紫藤戀)                          |                |           |
| 2004 | Wind and Cloud 2 (風雲2)                           | Xiongba        |           |
| 2004 | Zhizun Hongyan (至尊紅顏)                          | Zhangsun Wuji  |           |
| 2005 | The Prince Who Turns into a Frog (王子變青蛙)      |                |           |
| 2006 | Sound of Colors (地下鐵)                           |                |           |
| 2007 | The Fairies of Liaozhai (聊齋奇女子)               |                |           |
| 2008 | The Last Princess (最後的格格)                     | Shen Shihao    |           |
| 2009 | Originally is Thickly Full of Affection (儂本多情) |                |           |
| 2009 | Weaving Fairy and Cowherd (牛郎織女)               | Kitchen God    |           |
| 2009 | Fashion Kingdom (时尚王国)                         |                |           |
| 2009 | The Diamond Family (钻石豪门)                      |                |           |
| 2009 | Aliens At Home (家有外星人)                        | Tang Chao      | 2 Seasons |
| 2010 | Aliens At Home 2 (家有外星人2)                     | Tang Chao      | 2 Seasons |
| 2011 | Dark War in the Dawn (黎明前的暗戰)                | Chen Mingren   |           |
| 2011 | The Holy Pearl (女媧傳說之靈珠)                    |                |           |
| TBA  | Master of Destiny (縱橫天地)                       |                |           |

## Discografía
| Álbum                                                                                 | Pista |
| ------------------------------------------------------------------------------------- | --- |
| Able To Reach My Heart (可達心裡面) - Released: August 1991 - Label: Dianjiang (點將) | 1. "Ke Da Xin Li Mian" (可達心裡面; "Able To Reach My Heart") 2. "Wo de Xin Ru Jia Bao Huan" (我的心如假包換; "Replacement Guaranteed If My Heart is Fake") 3. "Rang Wo Li Kai" (讓我離開; "Let Me Leave") 4. "When A Man Meet A Woman" 5. "Bie Shuo Hai Zao Hai Zao" (別說還早還早; "Don't Say 'Still Early, Still Early'") 6. "Fei Ba! BABY" (飛吧!BABY; "Fly! Baby") 7. "Shuofu Xinqing" (說服心情; "Persuade Mood") 8. "Sha Wenti" (傻問題; "Stupid Question") 9. "Daodi Wo Zai Deng Shui" (到底我在等誰; "Who Am I Waiting For After All") 10. "Aiqing Woniu" (愛情蝸牛; "Love Snail") |

## Escándalo
Sun fue arrestado por la policía en Beijing el 22 de abril de 2011 por consumir drogas ilegales. Cumplió 19 días de detención.